# Kulangnagu
Der Kulangnagu (chinesisch 库浪那古河, Pinyin Kùlàngnàgǔ Hé) ist ein ca. 110 km langer rechter Nebenfluss des Yarkant in Xinjiang im äußersten Südwesten der Volksrepublik China. Er verläuft im westlichen Kunlun-Gebirge im Westen des Kreises Kargilik.

## Flusslauf
Der Kulangnagu entspringt auf einer Höhe von 4700 m. Er wird von einem Gletscher an der Nordflanke eines 6045 m hohen Berges gespeist. Der Kulangnagu fließt anfangs knapp 60 km in nordwestlicher Richtung durch das Hochgebirge. Das Flusstal wird beiderseits von einem knapp 6000 m hohen vergletscherten Bergkamm flankiert. Der Oberlauf des Yarkant verläuft 30 km südwestlich annähernd parallel. Anschließend wendet sich der Kulangnagu 25 km nach Norden. Auf diesem Flussabschnitt durchschneidet er die zuvor nördlich verlaufende Bergkette. Der Quepu, wichtigster Nebenfluss des Kulangnagu, mündet rechtsseitig in den Fluss. Der Kulangnagu fließt auf seinen letzten 25 Kilometern in nordnordwestlicher Richtung in einem engen Flusstal durch das Gebirge. Schließlich mündet er auf einer Höhe von etwa 2150 m in den Yarkant. Der Kulangnagu führt im Sommer während der Schneeschmelze Hochwasser. Im Winter ist der Fluss zum Teil gefroren. Das Einzugsgebiet des Kulangnagu umfasst etwa 2300 km².